# Aughinish
Aughinish Island är en halvö och tidigare ö i republiken Irland. Den ligger i grevskapet County Limerick och provinsen Munster, i den centrala delen av landet, 210 km väster om huvudstaden Dublin.
Klimatet i området är tempererat. Årsmedeltemperaturen i trakten är 7 °C. Den varmaste månaden är juli, då medeltemperaturen är 13 °C, och den kallaste är januari, med 2 °C.